# Делятин
Деля́тин — селище Надвірнянського району Івано-Франківської області, яке є центром Делятинської селищної територіальної громади. На півночі межує з с. Лоєва, на південному заході — м. Яремче, на південному сході — з с. Заріччя, на сході — с. Добротів.
Делятин відомий з XIV століття, економічною основою для розвитку Делятина стало видобування солі та солеваріння. У 1554 році поселення отримало статус міста, а з 1579 року — статус міста з Магдебурзьким правом. Після розпаду Австро-Угорщини місто Делятин було зайнято польськими військами, після радянсько-польської війни залишився у складі Станіславівського воєводства Польської Республіки. У вересні 1939 року Делятин був окупований СРСР, а в 1940 році отримав статус селища міського типу..
17 серпня 2017 року містечко стало центром Делятинської селищної громади.
Через Делятин проходять автошляхи Н09 Львів — Рогатин — Івано-Франківськ — Рахів — Мукачеве та Т 0905 Бересток — Городенка — Коломия — Ланчин — Делятин, а також залізничні лінії Івано-Франківськ — Рахів та Коломия — Вороненка.

## Назва
Назва містечка мала різні форми впродовж століть: Даля́тин (1400—1440 рр.), Деля́тин (1440—1960, 1990 рр.), Діля́тин (1961—1989 рр).
Вважається, що назва походить від імен легендарних засновників містечка: Даля (або Диля) і Тина.
За іншою теорією назва села походить від латинського слова «делятум», що позначає місце, куди на торги звозяться продукти.

## Географія
У селищі струмок Вавторів впадає у річку Любіжню. На південно-західній околиці Мала Річка впадає у річку Перемиську.

## Герб

### Давній герб
У XVIII столітті Делятин перейшов до родини Потоцьких, а орендарями міста з 1783 року були вже графи Цетнери. Делятин використовував у XIX столітті на своїх печатках герб Потоцьких Пиляву. Львівський архівіст Франц Ковалишин припускав, що місто користувалося цим гербом ще з XVIII століття. Однак на виявлених згодом печатках міста було зображення десяти топок солі.

### Сучасні символи
Сучасні герб і прапор Делятина затверджено 2007 року. Автор проектів — А. Гречило.

## Археологія
В околицях села виявлено досить багато стоянок тисячолітньої давності. За археологічними даними відомо, що тут вже проживали 40 тисяч років тому нечисельні представники неандертальської людини. Ця людина залишила після себе крем'яні рубила, скребки та відщепи масивних форм, що знайдені в 1970-х роках археологом Михайлом Клапчуком в урочищі Підкізів на околиці Делятина.[джерело?]
З кінця палеоліту — початку мезоліту (8—12 тис.років тому) в урочищах Кругляк і Куцикове поле виявлено сліди археологічного феномену, який названо площанською культурою.[джерело?]
При в'їзді в Делятин, в урочищі Гнила Криниця в Вільховці знайдені кам'яні зернотерки, кам'яний молот, крем'яний серп, ножі, скребки, котрі пов'язують з комарівською культурою, що розвивалася у XV—XIII століттях до нашої ери.

## Історія

### Часи середньовіччя
У VII—X століттях на Прикарпатті закоренилися племена, що названі пізніше білими хорватами. У цей час з'являються поселення, городища. Таке городище виявлено і в Делятині, це свідчить, що населений пункт не виник в часи пізнього середньовіччя, а існував щонайменше з початку розселення тут праслов'янських племен.
Близько 1240 р. в літописі згадується багата сіллю Коломийська волость Галицько-Волинського князівства. Делятин і сусідні села теж були багаті сіллю і саме тому, з XV—XVIII століть Делятинщина входила до складу Коломийського повіту Галицької землі Руського воєводства.
1387 року Прикарпаття стало частиною Польського королівства. Була запроваджена панщина, заборонялось виїздити від своїх панів до міст і за кордон.
Вперше в документах Делятин згадується 9 березня 1400 р. Польський король Владислав II Ягайло подарував землі, що знаходилися в Коломийському повіті над Прутом, братам Стецькові та Івашкові Неговичам. Одержавши офіційний документ, брати занехаяли старе родове прізвище і взяли нове від найбільшої місцевості, а саме від Делятина, і з 1440-х років стали зватись Делятинськими.
Делятин згадується 1 липня 1443 року в книгах галицького суду. У податковому реєстрі 1515 року документується млин і 8 ланів (близько 200 га) оброблюваної землі та ще 4 лани тимчасово вільної.
У 1554 року Делятин одержав статус міста, а з 1579 року – статус міста з Магдебурзьким правом.
У XVI столітті в околицях міста почали видобувати сіль, що стало економічною основою для розвитку Делятина у майбутньому (тому на сучасному гербі селища зображено 10 соляних купок-пірамідок).
В їхніх руках Делятин та околиці знаходилися до 1579 року, коли власниками Делятинщини згадуються Яків Хотимирський, Христофор Блудницький та Павло та Іван Турецькі. Того ж року Делятин рахувався вже містом і нараховував 465 осіб населення. Місто стало центром окремої волості, до якої належали Микуличин, Великі і Малі Ослави (ймовірно, Білі та Чорні Ослави), Ланчин та Саджавка.
Наприкінці XVI століття Делятинська волость опинилася в руках шляхтича-магната Анджея Белжецького, який зосередив у своїх руках близько 50 населених пунктів між Чорногорою та Обертином.
У 1645 році в Делятині був збудований замок. У ньому була велика приватна бібліотека. Відомо, що вона стала предметом майнової суперечки в Галицькому ґродському суді у 1643—1646 роках між братами Бонавентурою і Теодором Белжецькими після смерті їх батька.
У XVIII столітті, Делятин перейшов до Потоцьких.

### Антифеодальний рух
1621 року було знищено від набігу татар багато покутських населених пунктів, у тому числі і Делятин.
Найбільший відкритий виступ селян мав місце в 1648 році після звістки про наближення козацьких загонів гетьмана Богдана Хмельницького на Прикарпаття. Делятинських повстанців очолив місцевий парох Андрій Намісник. В його загоні нараховувались десятки осіб з майже всіх населених пунктів Делятинщини. Сили були нерівні, частину повстанців впіймано і репресовано, але дехто з них приєднався до козацьких загонів та подався з ними на Придніпров'я.
Антифеодальний рух поширювався по Гуцульщині у XVII—XVIII столітті і отримав назви опришківство.
Першим відомим ватажком опришків, що діяли на Делятинщині, був Нестор, покараний за свою діяльність судом у Делятині в 1681 році.
1738 року вперше в долині Пруту з'явилися опришки Олекси Довбуша. У 1730-х роках опришками керували Петро Сабат та Григорій Дранка з Делятина.

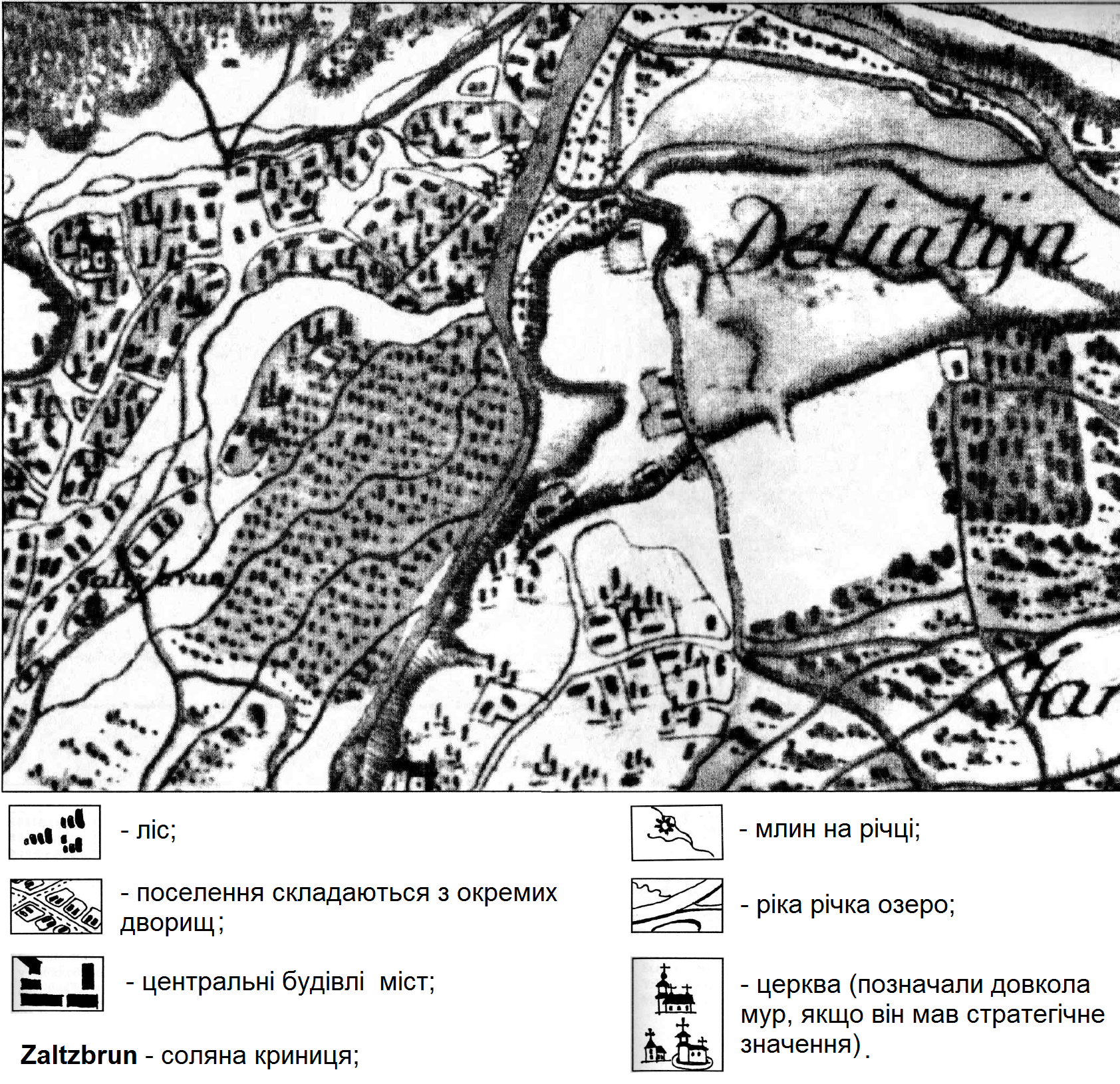
XVII-XIX століття

### Під владою Австро-Угорщини
Після першого поділу Польщі Делятин, як і все Прикарпаття, 1772 року відійшов до Австрійської імперії. Після 1772 року Делятин став повітовим містом Станіславівської округи. Посідачами (орендарями) міста з 1783 року були графи Цетнери.
Австрійський уряд почав на свій лад наводити порядок в Галичині, визначив права шляхти та обов'язки їх підданих. 1848 року селяни отримали довгоочікуване звільнення від кріпацтва й юридично стали рівноправними громадянами Австро-Угорщини. Того ж року населення регіону взяло участь у перших виборах послів до віденського парламенту, віддаючи свій голос за селянина із Струпкова О. Григорчука. 1861 року населення Делятина голосувало у перших виборах до Галицького сейму, вибираючи послом М. Лавриновича.
Від виборчого округу Калуша, Богородчан, Делятина послом до австрійського парламенту (1873—1878) було обрано відомого вченого Антона Петрушевича.
У XIX столітті Делятин — єврейське місто. 1880 року в ньому мешкало 1577 євреїв із загальної чисельності населення 4495 осіб, а в 1890— 2096 євреїв з 5195.
З 1900 року у Делятині працюють молоді адвокати Микола Лагодинський, Михайло Козоріз. З 1906 по 1912 рік адвокатську практику проходив Іван Семанюк (Марко Черемшина). Вони та їх однодумці закладали по селах читальні, молодіжні спортивно-пожежні товариства, кооперативи і позичкові каси. У 1907 році жителі Делятина вибрали своїм послом до віденського парламенту радикала Миколу Лагодинського.
Через Делятин 1894 розпочався рух поїздів із Станиславова на Вороненку і далі на Закарпаття по збудованій італійцями залізниці.

### Громадське життя Делятина (кінець XIX— початок XX століття)
Молодь Галичини гартує свій національний дух у молодіжних патріотичних організаціях «Січ», «Луг», «Пласт», «Сокіл».
Наприкінці XIX століття в Галичині виникає товариство «Просвіта». У 1902 році постала читальня «Просвіти» в Делятині. Для пожвавлення просвітницького руху надає практичну допомогу читальням, створюються проміжні ланки — філії. В 1908 році створюється філія «Просвіти» в Надвірній. 21 квітня 1912 році створено повітову філію товариства. Головою повітової філії «Просвіта» було обрано голову делятинського суду Г. Онуферка.
«Січ» в Делятині заснована в 1907 році директором «Руської Каси» М. Климовичем, доктором наук Іваном Семанюком (Марко Черемшина), Іваном Гродзіцьким — залізничним урядовцем, Михайлом Козорізом — адвокатом та іншими свідомими гуцулами.
Спочатку січовики збиралися на горбочку за старим цвинтарем біля хати Юрка Флиса (Посіч). Пізніше доктор М.Лагодинський відпустив «Січі» домівку «Руської Бесіди», де відбувалися концерти, театральні вистави та тренування у вправах, яких учив Михайло Канчук. Першим кошовим «Січі» був Іван Гродзіцький, а скарбником — Василь Небелюк, одним з чотарів — Іван Яворський.
Сюди на свята, віча, збори і січові фестини сходились активісти руху з Ворохти, Яблуниці, Микуличина, Яремче, Заріччя, Добротова, Ланчина та інших населених пунктів. Делятинська «Січ» мала до 250 членів та свій оркестр з 25-ма інструментами.
Делятинська «Січ» була учасником ювілею Т.Шевченка у Львові 28 червня 1914 року у складі 30 січовиків та оркестру. У 1912 році в Делятин переїхав відомий громадський діяч Тома Головацький (син священика Степана (1832—1874) й Марії з Леонтовичів (1833—1901)) і працював головним касиром «Руської каси». Вже навесні 1912 року Тому Головацького вибрали членом виділу новоствореної філії товариства «Просвіта» та секретарем філії товариства «Сільський господар» у Делятині. Під кінець 1913 року, як заступник голови, ввійшов до повітової управи Української радикальної партії, активно готував свято до 40-річчя політичної й літературної діяльності І.Франка та сам виступав на сцені виконуючи спів Яреми.

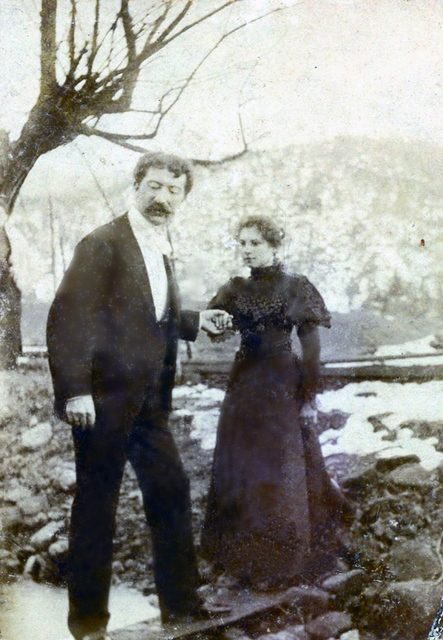
Тома Головацький з дружиною

### Воєнні лихоліття

#### Перша світова війна
Під час першої світової війни на берегах річки Прут проходила лінія фронту влітку 1916 року під час наступу російських військ, так званого «Брусиловського прориву». У 1917 році комісаром Делятина від Австро-Угорського уряду був Тома Головацький.
3 листопада 1918 р., з наказу члена Української Національної Ради М. Лагодинського, Тома Головацький разом з Колянковським від імені Української Народної Республіки перебрав владу від австрійської адміністрації. У 1918—1919 роках Тома Головацький очолив управу лісів та державних маєтків УНР на Делятинщині.
Війною було знищено 80 % житлових, переважно дерев'яних, будинків та господарських споруд, всі залізничні та шосейні мости, тартаки та перестала функціонувати знаменита солеварня «Саліна».
У міжвоєнний період місто помалу відновилося, економічний стан почав потроху покращуватися. Розташований в мальовничому районі, Делятин був популярним курортом, приймав близько 1000 відвідувачів щороку наприкінці 1920-х років.
|                                                                                    | «Делятин — це містечко, що лежить на висоті 460 метрів серед гір і лісів у долині, котра захищає його від вітрів. У Делятині є заклади для соляних купелів, обладнані на зразок закордонних лазень у Райхенгалі та Зальцбруні. Розваги: купання у ріці Прут, прогулянка до присілку Луг, віддаленого на три кілометри з чудесною церковцею, оздобленою пишною різьбою найзнанішого гуцульського різьбяра Василя Татарчука. Багато місць у віллах та пансіонатах, терени для лещатарства…» |
| — Так писалося про Делятин у курортному путівнику, виданому у 1937 році у Варшаві. | |

#### Друга світова війна
Проте, наприкінці вересня 1939 року Делятин був окупований СРСР. Навесні 1940 р. окупанти розпочати широкомасштабні депортації із заходу України до Сибіру і Казахстану. Було депортовано багато українців, поляків та євреїв.
17 січня 1940 року з Надвірнянського повіту було виділено Делятинський район. У 1940 році отримав статус селища міського типу, а 13 листопада 1940 — увійшов Яремчанського району.
23 червня 1941 року німці прибули в Делятин на мотоциклах, а 1 липня 1941 зайняли його.
Німці оголосили Делятин «Judenfrei» (звільненим від євреїв), і майже всі євреї селища були вбиті або заслані до таборів. Лише в Делятині під час каральних акцій 1941—1943 років було знищено більше двох тисяч чоловік, переважно єврейської національності в урочищі Вільховець.
1 серпня 1943 року німецько-поліцейський гарнізон Делятина був атакований радянськими партизанами Путивльського диверсійного загону С. А. Ковпака під час їхнього Карпатського рейду. Партизани потрапили у добре сплановану засідку з поліцейських, німецьких та угорських військ, атакувавши з найвищої біля Делятина гори Вавторів, але не розрахували своїх сил. У тривалому бою партизанське з'єднання було розбите, а сам Ковпак ледве вибрався з перипетії. У цьому бою загинув комісар загону Ковпака С. В. Руднєв, Герой Радянського Союзу.
Битва за Делятин почалась 30 березня і закінчилась 26 липня 1944 року. За цей період багато будинків і господарських приміщень було зруйновано, у тому числі мости на залізниці. Вже з 29 липня 1944 року в Делятині почав свою діяльність Яремчанський райком партії та райвиконком, поки не було захоплено майбутнє курортне містечко Яремче.

### Повоєнні роки
Восени 1944 р. відновила роботу середня школа в Делятині, на Горішу і Шевелівці учні відвідували початкову школу. Здебільшого це були переростки через воєнне лихоліття.

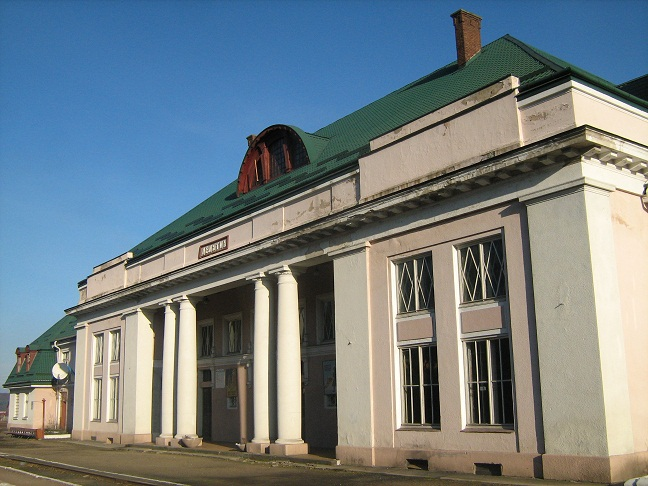
Будівля вокзалу ст. Делятин

Перший випуск в Делятинській школі відбувся в 1949 році. Більшість вчителів були зі Східної і Центральної України, зокрема К. О. Бабенко, Г. К. Береза, О. П. Білик, Є. О. Борщ, А. Ф. Зубенко, А. П. Костюченко, Д. В. Кушнір, П. і М. Микитенко, Н. П. Сіренко та інші. Відразу ж по війні значного поширення набула вечірня, а відтак і заочна форма навчання. У 1960 році відбувся перший випуск школи робітничої молоді. У 1980 році відкрито заочну школу, де навчаються діти не тільки з Делятина, але й з навколишніх сіл. До послуг учнів і населення діють бібліотеки при школах та філіал центральної районної бібліотеки, кімната-музей Марка Черемшини, музей флори і фауни і гуртки при Народному Домі «Просвіта».
Наприкінці 1944 року на базі лісозаводу утворено Делятинський лісокомбінат з двома лісопунктами. На початку 60-х років на місці Яремчанського промкомбінату створюється деревообробна фабрика. З 1955 року почав працювати Делятинський комбінат. У 1962 році введено в експлуатацію новий будинок харчового комбінату.
Відбудовують залізничні мости на р. Любіжні та р. Перемиська, зруйновані відступаючими угорськими військами в 1944 р. Причому замість кам'яних акведуків, як у Ворохті, відбудовували мости простих форм. Відновлюється пожвавлений рух поїздів з Станіслава та Коломиї через Делятин на Закарпаття, як за часів Австро-Угорщини, що зменшився із створенням незалежних держав Польщі і Чехословаччини. Станція Делятин стає важливим залізничним вузлом.
30 грудня 1962 року Яремчанський район було ліквідовано, і Ділятин опинився у складі Богородчанського району, надалі містечко було передано до Надвірнянського району.
В околицях Делятина на місці села Луг з 1950 року і до розпаду СРСР знаходилася центральна база зберігання ядерних боєприпасів і ракет 12 ГУМО (Івано-Франківськ-16, «Об'єкт 711»), через що поряд з містом існує два могильники радіоактивних відходів[джерело?]. Тут відбувалось збирання ядерних боєприпасів з комплектуючих.. Ядерні боєприпаси були вивезені до 1993 року. Секретне поселення мало адресу Івано-Франківськ-16, вулиця Авіаційна, а випускники російськомовної школи отримували дипломи середньої школи № 131 (826) м. Москва.
У м. Івано-Франківськ-16 функціонував 113-й військовий шпиталь (в/ч 14433), де надавали медичну допомогу як військовослужбовцям, так і місцевим жителям. З 1994 р. до 1997 р. там працював відомий клініцист в Україні та за її межами Тещук Віктор Йосипович (19 листопада 1964 р.), Заслужений лікар України, лікар-невролог вищої кваліфікаційної категорії, начальник ангіоневрологічного відділення клініки нейрохірургії і неврології Військово-медичного клінічного центру Південного регіону України (м. Одеса), полковник медичної служби, учасник АТО.[джерело?]

### Національно-патріотичне піднесення наприкінці XX— на початку XXI ст

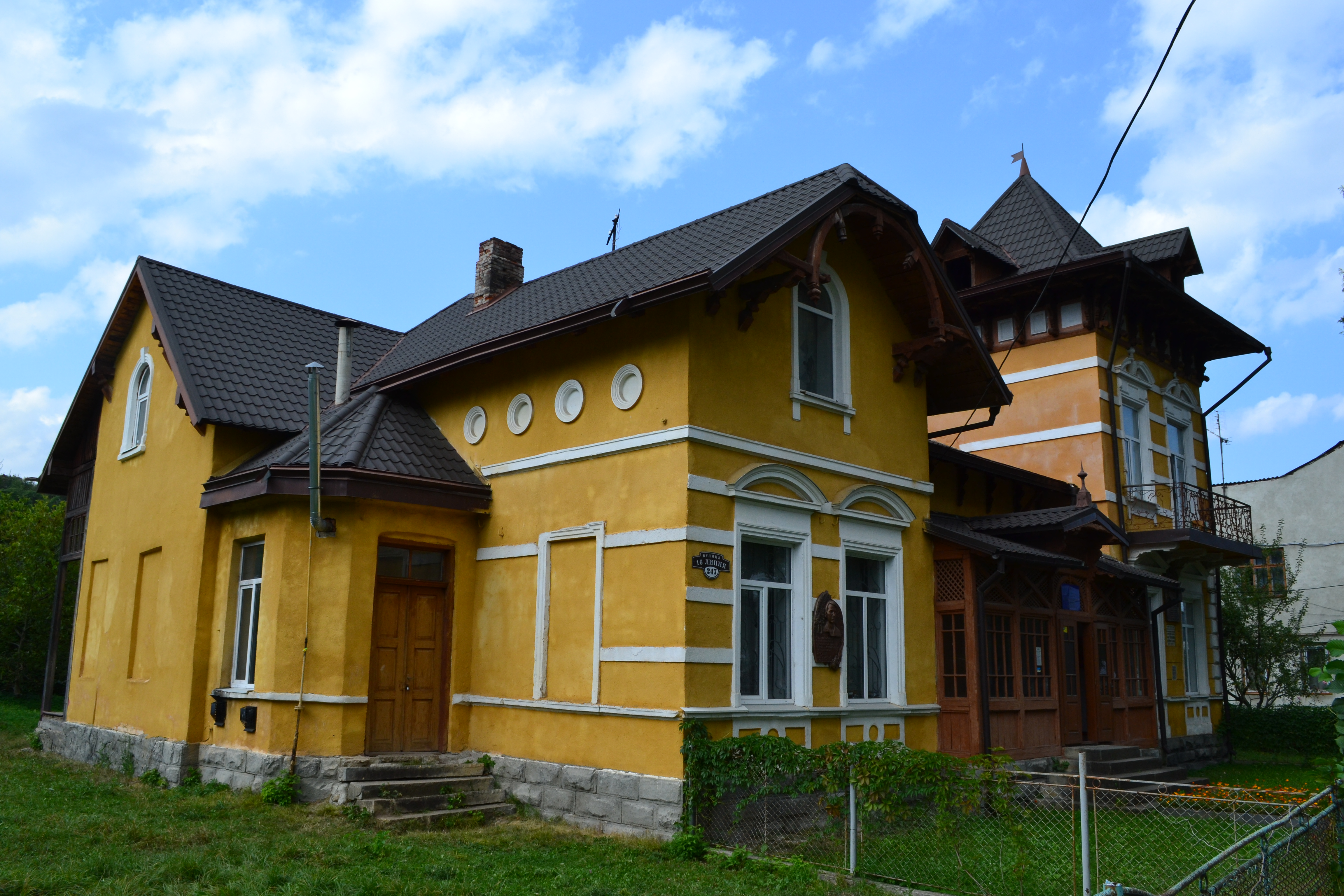
Краєзнавчий музей

Кінець 80-х років XX ст. ознаменувався активізацією політичного життя і в Ділятині.
У 1989 р. в Ділятииській ЗОШ I—III ст. № 1 було створено ТУМ ім. Т. Шевченка на захист рідної української мови. Активними його учасниками були Тимофій Антонюк, Аделія Брік, Калина та Григорій Павлишині та інші. У листопаді 1989 р. Юрій Микитюк, Юрій Мушак та Едуард Ковтун вивісили синьо-жовті прапори над адміністративним будинком селищної ради, будинком Миколи Лагодинського та на шпилі костелу.
У листопаді 1989 р, коли ще не була проголошена незалежність України, 15 активісток Делятина зібралися на збори, щоб заявити громадськості про відновленню діяльності місцевого осередку «Союзу українок». А починали свою діяльність «Союз українок» у Делятині в грудні 1932 р. в складі 45 жінок містечка. Тоді відділ філії «Союзу українок» очолила П. Ліскевичева. Головним завданням було виховувати свідоме своїх національних обов'язків жіноцтво, залучати його до суспільної праці на всіх ділянках місцевого життя. Делятинська філія «Союзу українок» проіснувала до 1939 р. і була ліквідована після встановлення радянської влади. Відновлений «Союз українок» у Делятині очолила Ганна Василівна Кухарук, багаторічний працівник культури, режисер місцевого драматичного гуртка. З грудня 2000 р. осередок очолює активний учасник художньої самодіяльності селища Ганна Андріївна Гнип'юк, мати трьох синів-близнюків. Зараз у «Союзі українок» в Делятині нараховується 26 членкинь.
4 березня 1990 р. відбулися перші демократичні вибори до Верховної Ради УРСР та місцевих рад. У Делятині депутатом обласної ради було обрано Карпа Колодія, який згодом був обраний головою виконкому Делятинської селищної ради. Депутатами районної ради були обрані М. Зінич та В. Клапчук. Всі вони випускники Делятинської СШ.
Сесія Делятинської селищної ради ухвалила рішення змінити назви вулиць: Леніна — на 16 Липня, Радянської Конституції — Січових Стрільців, Чапаєва — Лугівська, Кірова — О. Кобилянської, Фрунзе — Шевелівка, Ватутіна — Мазепи, 1 Травня — Любіжня та інші.
Тривалий час (з 1988—2006 р.) районну організацію НРУ очолював Григорій Павлишин, пенсіонер Делятинської ЗОШ I—III ст. А випускниця цієї школи Олександра Зварчук (Колодій) очолює районну організацію «Меморіал».
17 серпня 2017 року став центром Делятинської селищної громади.

### Російсько-українська війна
За повідомленням Міністерства оборони Російської Федерації 18 березня 2022 року під час війни з Україною гіперзвукові ракети комплексу «Кинджал» було застосовано для знищення підземного військового складу в Делятині. Речник Командування Повітряних Сил Збройних Сил України Юрій Ігнат підтвердив ракетний удар по Делятину.

## Населення

### Мова
Розподіл населення за рідною мовою за даними перепису 2001 року:
| Мова            | Кількість | Відсоток |
| --------------- | --------- | -------- |
| українська      | 8163      | 98.55%   |
| російська       | 104       | 1.26%    |
| румунська       | 6         | 0.07%    |
| білоруська      | 5         | 0.06%    |
| польська        | 3         | 0.04%    |
| інші/не вказали | 2         | 0.02%    |
| Усього          | 8283      | 100%     |

## Пам'ятки

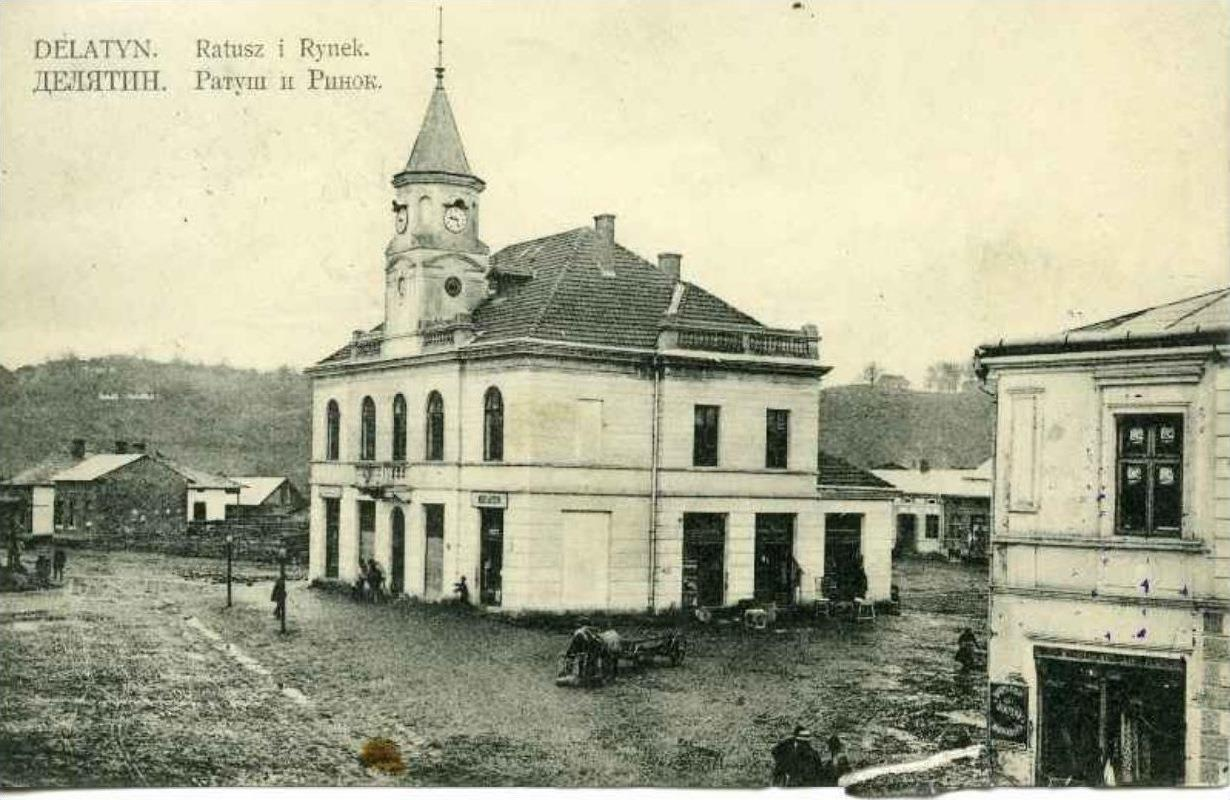
Делятинська ратуша

### Ратуша
Делятинська ратуша була частково пошкоджена снарядом чи міною в останні тижні війни на Прикарпатті (в липні 1944 року) червоноармійців з німцями та мадярами.

### Пам'ятки природи
- Кливський заказник — ботанічний заказник загальнодержавного значення.
- Малевський комплекс — геологічна пам'ятка природи.
- Водоспад Любіжнянський Гук
- Водоспад Любіжнянський Гук Малий
- Озеро "Морське Око"[25]

## Релігійне життя

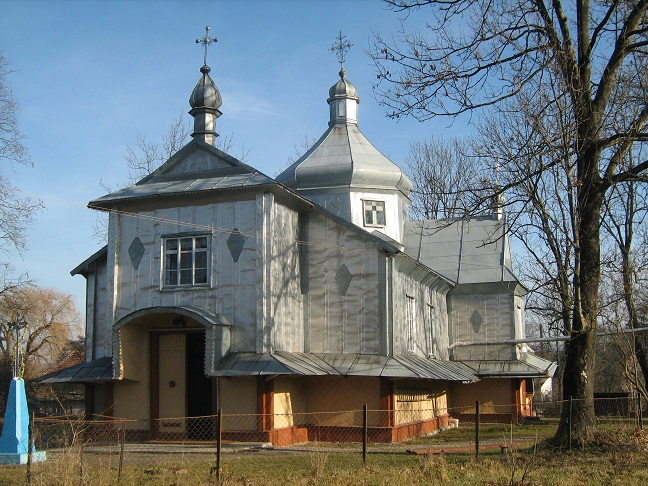
Греко-католицька церква Різдва Пресвятої Богородиці

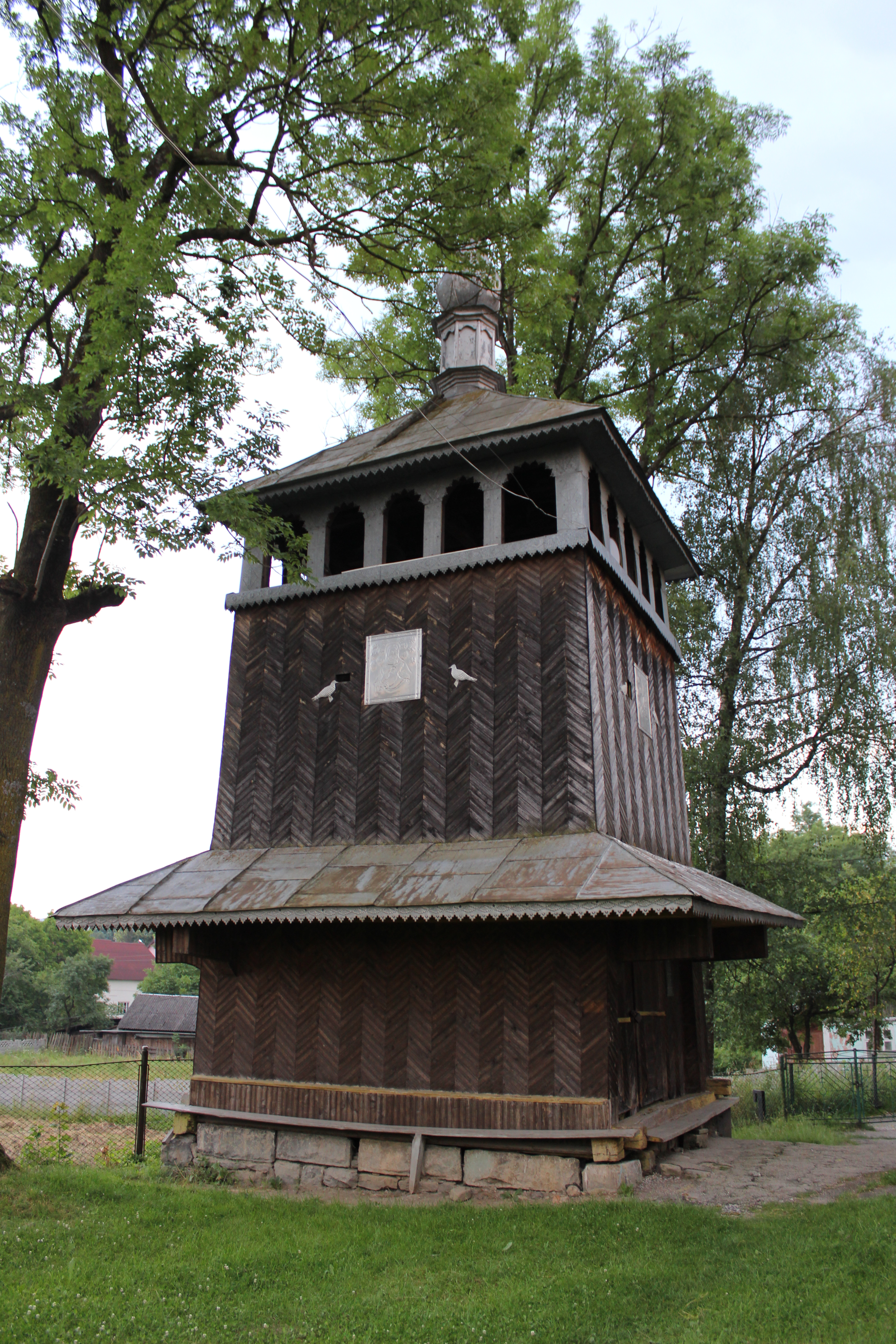
Дзвіниця церкви Різдва Пресвятої Богородиці

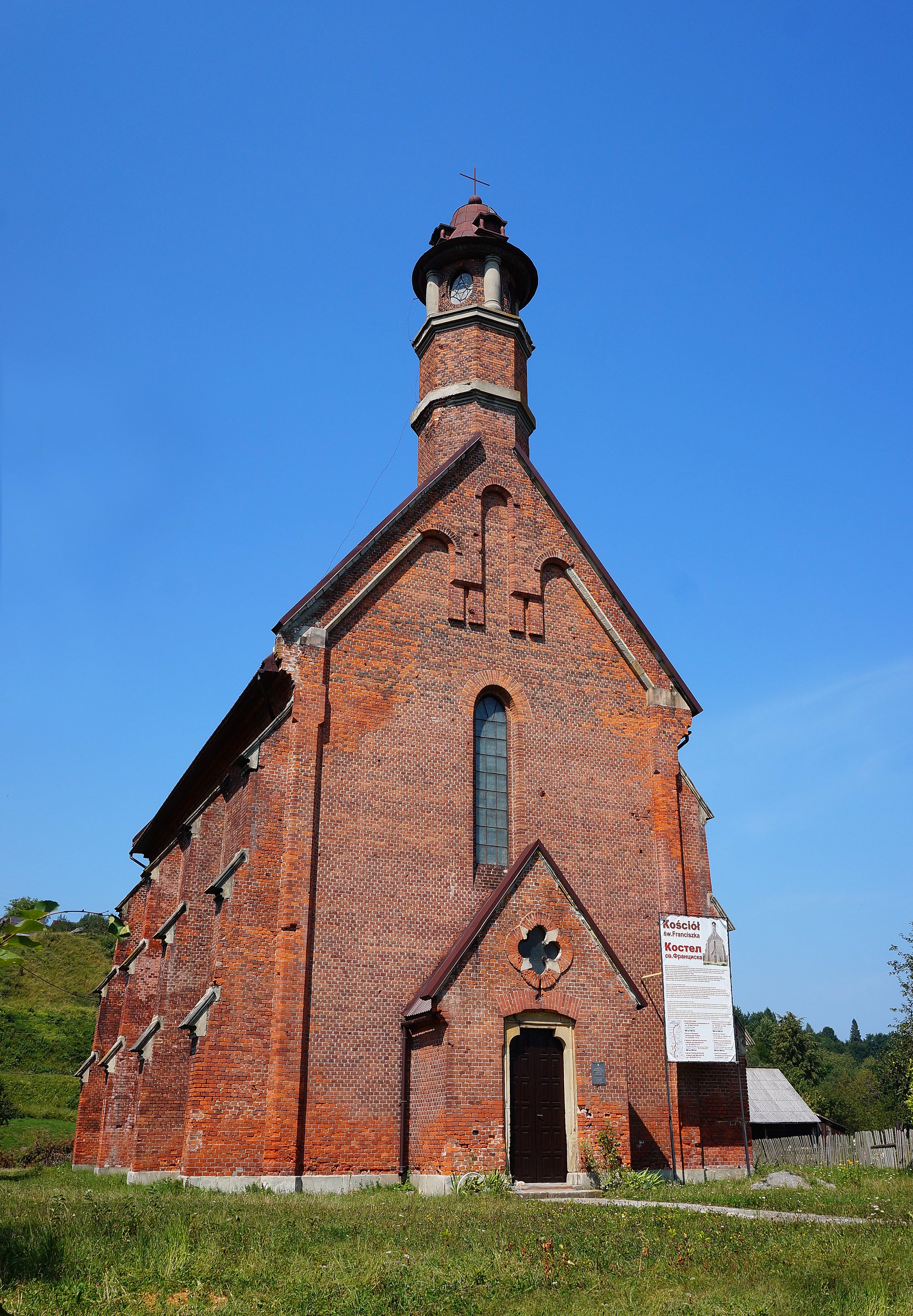
Костел св. Франциска

### Церква Різдва Пресвятої Богородиці
Греко-католицька церква Різдва Пресвятої Богородиці, хоч і в кілька разів менша від костелу, але є справжньою перлиною гуцульської школи церковної архітектури. Дерев'яна церква збудована у 1620 році. Коли їй було 165 років, делятинські майстри перенесли церкву з урочища Луги на теперішнє місце — в урочище Посіч, а поруч збудували дзвіницю.
1894 р. храм був перебудований — розширена і подовжена західна гілка хреста. Гілки хреста перекриті двосхилим дахом з фронтонами і декоративними банями з хрестами. До північного та південного фасадів церкви примикають ризниця і паламарня. До східної гілки хреста прибудоване прямокутне в плані приміщення, до західної ґанок. По всьому периметру стін першого яруса церква має опасання. Первісне ґонтове покриття опасання даху і бань замінено металевим.
У церкві є різьблений дерев'яний іконостас з позолотою по левкасу і два престоли роботи відомого народного майстра В. І. Турчиняка. У вівтарі є запрестольна ікона з позолоченими ризами, яка має художню цінність.
Дзвіниця являє собою двоярусну квадратну в плані споруду з опасанням по всьому периметру стін першого ярусу з арковими віконними отворами другого ярусу. Перекрита дзвіниця чотирьохсхилим дахом і завершена декоративною банею.
Церква і дзвіниця є пам'ятками архітектури (охоронні № 236/1 та 236/2 відповідно).

### Костел святого Франциска
Неподалік центру праворуч від дороги на Рахів височіє римо-католицький костел святого Франциска. В його закладенні незадовго перед початком Першої світової війни взяв участь імператор Франц Йосиф, сиплячи золоті дукати на кожен кут і тримаючи чотири саджанці, привезені з Відня. З чотирьох тепер залишилося лише одне дерево — кедрова сосна, яка росте біля новішого костелу, збудованого на місці цісарського вже за Польщі. Стиль костелу є імітацією романо-готичного стилю. Завдовжки ця висока і вузька споруда має понад 30 метрів. Її фасад закінчується вежею-шпилем.
Місцева легенда оповідає, що відступаючи, угорці і німці прикули у вежі кулеметника-смертника.
Після війни, у 1945 р. костел закрили і використовували як воєнний склад. В 70-х р. XX ст. в костелі, який втратив абсолютну більшість своїх прихожан, розмістили один з цехів лісокомбінату, потім він просто нищився, та занепадав. Завдяки вченому М. Клапчуку, який намагався вберегти костел, влаштувавши там музей, храм було визнано пам'яткою архітектури місцевого значення (охоронний № 426-ІФ). На початку 80-х XX ст. його вкрили бляхою. В 1992 р. його передали наново зареєстрованій громаді, яка відремонтувала і впорядкувала костел своїми силами.
Раз в тиждень надвірнянський римо-католицький священник відправляє месу українською мовою.

### Інші релігійні споруди
Також на території селища зведені:
дві православні церкви ПЦУ
- Трьох святителів (2005)  о. Ярослав Арбат;
- Святих апостолів Петра і Павла (2019)  о. Іван Кепещук.

## Соціальна інфраструктура
У Делятині діє дві загальноосвітні школи I—III ступенів, одна школа I—II ступенів та школа I ступеня, структурна ланка навчально-виховного комплексу, дитяча музична школа, дитячий садок «Сонечко», Делятинський ліцей, селищна лікарня з двома стаціонарними відділами та 6 допоміжними службами, фельдшерсько-акушерський пункт, народний дім, бібліотека.

## Делятин у кіно
У документальному фільмі 1992 року «Повернення до мого містечка Делятин» зображено подорож режисера Віллі Ліндвера зі своїм батьком Берлом Нухімом і його донькою Міхал до Делятина, щоб «відновити маршрут, яким пройшов його батько шість десятиліть тому, рятуючись від нацистів, і побачити, як ця місцевість і її жителі змінилися».

## Делатиніт
Делатиніт — різновид бурштину, знайденого в Делятині.

## Відомі люди

### Народилися
- Василь Турчиняк (1864—1939) — відомий своїми різьбярськими шедеврами, що прикрашають церкви і оселі району;
- Фредерик Паутч (1877—1950) — відомий польський художник;
- Ольга Абрам'юк (1925—1951) — воячка УПА. Лицар Бронзового хреста заслуги;
- Анатолій Гаркавенко (1990—2016) — солдат Збройних сил України, учасник російсько-української війни;
- Леся Верховинка (1903—1936) — українська письменниця, поетеса, драматург.  Дочка М. Лагодинського;
- Галина Лагодинська (1900—1964) — українська піаністка, музична діячка, письменниця і педагог;
- Стефанія Сіяк (1897—1937) —  учителька, медсестра Червоного Хреста, стрілець 4-ї жіночої чоти Окремого залізного загону Галицької армії;
- Любов Волинець (1938) — головна кураторка Українського музею та бібліотеки у Стемфорді;
- Мирослав Бабчук (нар. 1962) — український музикант;
- Іван Гаврилович (нар. 1952) — поет;
- Мигалюк В'ячеслав Васильович (нар. 9 серпня 1945) — заслужений журналіст України;
- Дмитро Гоголь — Герой Соціалістичної Праці.

### Проживали, працювали, померли
- Марко Черемшина — адвокат, письменник (у будинку, де він проживав у 1908—1912, створено літературно-меморіальний музей);
- Микола Лагодинський — адвокат, голова Української радикальної партії;
- Михайло Клапчук — історик, археолог, краєзнавець, діяч ОУН-УПА;
- Тарас Прохасько — сучасний український письменник, журналіст, один із представників станіславського феномену;
- Йосип Васьків — художник, графік.

### Померли, поховані
- Григорій Голинський — чотар УСС, поручник УГА, командир Гуцульської сотні УСС. Замучений НКВД. Останки знайшли в 1989 р. в Дем'яновому Лазі, перепоховали 25 лютого 1990 р;
- Микола Лагодинський — адвокат, голова Української радикальної партії;
- Клапчук Михайло — історик, археолог, краєзнавець, діяч ОУН-УПА;
- Гаркавенко Анатолій Олександрович «Морячок» — боєць підрозділу «ОУН» 93-ї ОМБр, загинув 30 січня 2016 року в районі шахти Бутівка Донецької області під час виконання бойового завдання[32].